# Pavonia montana
Pavonia montana là một loài thực vật có hoa trong họ Cẩm quỳ. Loài này được Garcke ex Gürke mô tả khoa học lần đầu tiên vào năm 1892.